# 한국의 불교
한국의 불교는 기원후 4세기와 5세기경 삼국 시대(三國時代)에 동진 시대(317-420)와 남북조 시대(439-589)의 중국을 거쳐 들어온 종교로서 한국 민족과 더불어 자라온 중요한 종교 사상의 하나이다. 지금까지 1700여년의 시간이 흐르는 동안, 한국 불교는 토착화되면서 한국인에 맞는 한국적 특성을 지닌 종교 사상이 되었다.

## 한국 불교의 특성
삼국 시대에 전래된 이후 오랜 시간이 흐르는 동안 한국불교는 토착화되면서 한국인에 맞는 한국적 특성을 지닌 종교 사상이 되었는데, 그 특성은 다음 세 가지로 요약할 수 있다.
첫째, 한국 불교는 인도나 중국에서 분화되었던 사상을 융합하려는 통불교적 성격의 노력이 컸다. 이는 원효의 화쟁사상, 의천의 교관겸수, 지눌의 정혜쌍수의 사상 등에서 보듯이 교종에 속하더라도 선정 수행을 중시하고 선종에 속하더라도 교가(교종)의 공부를 경시하지 않았던 것에서 잘 나타난다.
둘째, 사상 체계를 요약하여 수행을 통해 자심(自心)을 밝히는 것을 중시하였다. 이는 원효의 일심사상, 신라말기와 고려초의 선종 구산, 고려 중기 이후의 오교 양종, 조선 시대의 선교 양종, 현대의 조계종의 출현, 성철의 돈오돈수 사상 등으로 이어지는 흐름 속에서 잘 나타난다.
셋째, 위태로운 때를 당하면 불교에 의지하려는 생각이 깊었는데 호국불교(護國佛敎)의 사상적 명맥을 거기에서 찾을 수 있다. 호국불교의 사상은 자장의 불국토 사상, 전륜성왕의 이념 확립, 황룡사ㆍ 불국사ㆍ석굴암의 건립, 팔만대장경의 완성, 임진왜란 때의 승병의 활동 등에서 잘 나타난다.

## 한국 불교의 역사
한국의 불교는 1,700여년 전인 삼국시대(三國時代)에 중국과 해상 루트를 거쳐 들어온 사상으로서 한국민족과 자라온 중요한 종교사상의 하나가 되었다. 기록 상 최초의 불교 전래는 고구려 소수림왕 때로 알려져 있으나, 실제로는 소수림왕 전 시기에 불교가 상당 부분 고구려 각처에 퍼져있었던 것으로 보인다. 삼국시대의 나라들이 불교를 받아들인 것은 율령 체제 정비와 그 궤를 같이한다. 불교는 도입된 이래 삼(사)국의 주요 통치 이념이었으며, 고려 시대에는 정치 이념이었던 유교와 함께 가장 강력한 통치 이념이었다. 고려 후기에는 불교 교리의 실천을 망각하고 권력화하여 타락함으로써 고려 왕조를 몰락으로 이끈 경향이 짙었고, 조선 초의 배불 숭유 정책을 초래하였다. 그러나 세조는 불교의 영적 가치를 재발견하고 김수온 등의 건의로 이를 부흥시켰다.
남북국시대 신라 말기에 중국의 선종이 전파되었으며 고려 시대 이후 한국 불교는 선종을 중심으로 한 통불교, 즉 선-교 양종의 통합 불교가 주축을 이루었다. 근대 이후 한국 불교의 주류는 선종이다. 해방이후 비구-대처분쟁이후 비구 종단은 대한불교조계종을 중심으로 정립되었고, 조계종은 현재까지 한국 불교의 대표 종단이다. 불교 대승 종단은 소의 경전을 중심으로 나눌 수 있다.
| 연표: 불교 전통의 성립과 발전 (기원전 450년경부터 기원후 1300년경까지)                 |                         |          |                    |                          |                          |                          |                          |                          |               |               |               |
|                                                                                        |                         |          |                    |                          |                          |                          |                          |                          |               |               |               |
|                                                                                        | 450 BCE                 | 450 BCE  | 250 BCE            | 100 CE                   | 100 CE                   | 500 CE                   | 500 CE                   | 700 CE                   | 800 CE        | 800 CE        | 1200 CE       |
|                                                                                        |                         |          |                    |                          |                          |                          |                          |                          |               |               |               |
| 인도                                                                                   | 원시불교                |          |                    |                          |                          |                          |                          |                          |               |               |               |
| 인도                                                                                   | 원시불교                | 부파불교 | 부파불교           | 부파불교                 | 부파불교                 | 대승불교                 | 대승불교                 | 밀교·금강승              | 밀교·금강승   | 밀교·금강승   |               |
| 인도                                                                                   | 원시불교                | 부파불교 | 부파불교           | 부파불교                 | 부파불교                 |                          |                          |                          |               |               |               |
| 인도                                                                                   | 원시불교                |          |                    |                          |                          |                          |                          |                          |               |               |               |
| 인도                                                                                   | 원시불교                |          |                    |                          |                          |                          |                          |                          |               |               |               |
|                                                                                        |                         |          |                    |                          |                          |                          |                          |                          |               |               |               |
| 스리랑카 · 동남아시아                                                                  |                         |          | 상좌부 불교        | 상좌부 불교              |                          |                          |                          |                          |               |               |               |
| 스리랑카 · 동남아시아                                                                  |                         |          |                    |                          |                          |                          |                          |                          |               |               |               |
| 스리랑카 · 동남아시아                                                                  |                         |          |                    |                          |                          |                          |                          |                          |               |               |               |
|                                                                                        |                         |          |                    |                          |                          |                          |                          |                          |               |               |               |
| 중앙아시아                                                                             |                         |          | 그레코 불교        | 그레코 불교              | 그레코 불교              | 그레코 불교              |                          | 티베트 불교              | 티베트 불교   | 티베트 불교   | 티베트 불교   |
| 중앙아시아                                                                             |                         |          |                    |                          |                          |                          |                          | 티베트 불교              | 티베트 불교   | 티베트 불교   | 티베트 불교   |
| 중앙아시아                                                                             | 비단길을 통한 불교 전파 |          |                    |                          |                          |                          |                          | 티베트 불교              | 티베트 불교   | 티베트 불교   | 티베트 불교   |
|                                                                                        |                         |          |                    |                          |                          |                          |                          |                          |               |               |               |
| 동아시아 · 한·중·일                                                                    |                         |          |                    | 천태종 · 정토종 · 일련종 | 천태종 · 정토종 · 일련종 | 천태종 · 정토종 · 일련종 | 천태종 · 정토종 · 일련종 | 천태종 · 정토종 · 일련종 | 밀교 · 진언종 | 밀교 · 진언종 | 밀교 · 진언종 |
| 동아시아 · 한·중·일                                                                    |                         |          |                    | 천태종 · 정토종 · 일련종 | 천태종 · 정토종 · 일련종 | 천태종 · 정토종 · 일련종 | 천태종 · 정토종 · 일련종 | 천태종 · 정토종 · 일련종 |               |               |               |
|                                                                                        |                         |          |                    |                          |                          |                          |                          |                          |               |               |               |
|                                                                                        | 450 BCE                 | 450 BCE  | 250 BCE            | 100 CE                   | 100 CE                   | 500 CE                   | 500 CE                   | 700 CE                   | 800 CE        | 800 CE        | 1200 CE       |
| \| \| 범례: \| \| = 상좌부 불교 전통 \| \| = 대승불교 전통 \| \| = 밀교·금강승 전통 \| |                         |          |                    |                          |                          |                          |                          |                          |               |               |               |
|                                                                                        | 범례:                   |          | = 상좌부 불교 전통 |                          | = 대승불교 전통          |                          | = 밀교·금강승 전통       |                          |               |               |               |

## 사찰 현황

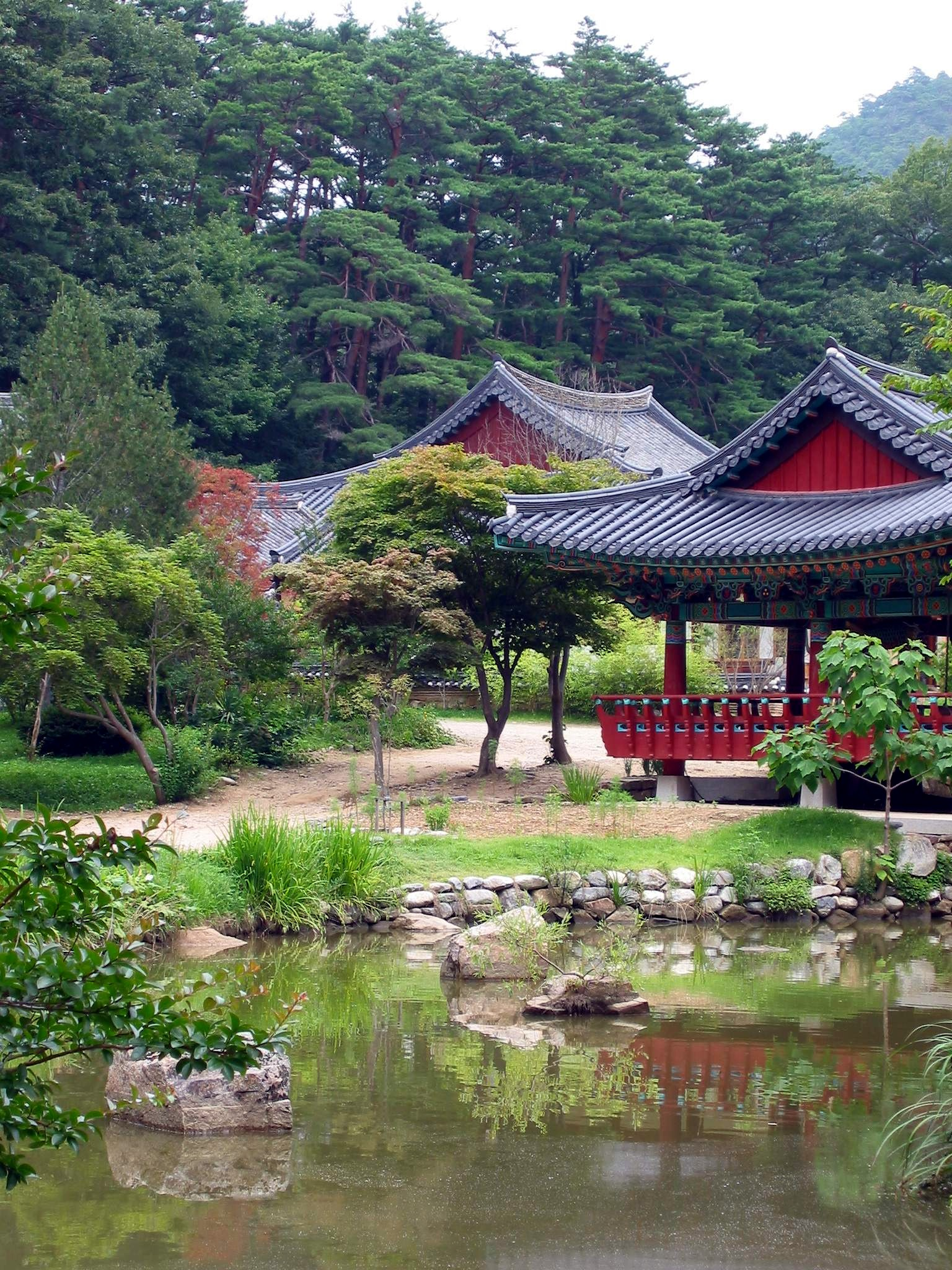
불영사 전경

### 대한민국 전통 사찰 현황
문화체육관광부의 2022년 12월 자료에 따르면, 대한민국에는 980개의 전통 사찰(대다수의 법당이 도심에 있는 진각종 등은 포함되어 있지 않으며, 천태종도 구인사만 집계되어 있다.)이 있으며 종단별 현황은 다음과 같다.

#### 종단별 사찰 현황
| 종단                  | 사찰수     |
| 대한불교조계종        | 792 (80%)  |
| 한국불교태고종        | 96 (9%)    |
| 선학원                | 28 (2.8%)  |
| 대한불교법화종        | 17 (1.7%)  |
| 대한불교조계종 대각회 | 5          |
| 대한불교원효종        | 3          |
| 대한불교관음종        | 3          |
| 대한불교보문종        | 2          |
| 대한불교선각종        | 2          |
| 대한불교일붕선교종    | 2          |
| 한국불교법륜종        | 2          |
| 대한불교해동종        | 2          |
| 대한불교천태종        | 1          |
| 기타                  | 25         |
| 합계                  | 980 (100%) |

## 한국의 불교 종단
한국의 불교 종단은 2008년 현재 총 106개이며, 그 이상일 수도 있다.

## 같이 보기
- 한국의 종교
- 한국의 선불교
- 원불교
- 한국 불교의 사상
- 한국 불교의 역사
- 한국 불교의 종파

## 참고 문헌
- 이 문서에는 다음커뮤니케이션(현 카카오)에서 GFDL 또는 CC-SA 라이선스로 배포한 글로벌 세계대백과사전의 "종교·철학 > 한국의 종교 > 한국의 불교 > 한국의 불교〔서설〕" 항목을 기초로 작성된 글이 포함되어 있습니다.